# Angelo Tarchi

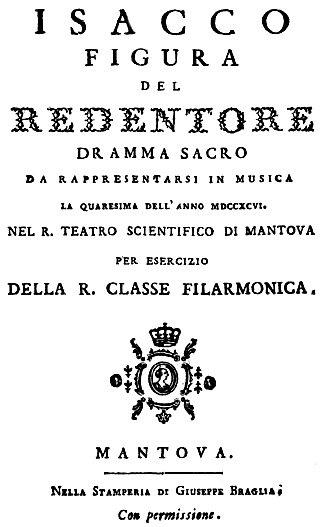
Angelo Tarchi - Isacco figura del redentore - titlepage of the libretto - Mantua 1796

Angelo Tarchi (n. Nápoles, 1760 - m. Paris, 19 de agosto de 1814 ) foi um compositor italiano, da Escola Napolitana.